# نوكيا إكس
أعلنت شركة نوكيا سلسلة جديدة من هواتفها “ْX” بدأتها بالهاتفين Nokia X و Nokia X+ بنظام اندرويد بشكل رسمي ضمن الحدث الخاص بالشركة الذي أُقيم على هامش فعاليات المؤتمر العالمي للجوال MWC 2014 في برشلونة – إسبانيا بعد الكثير من التسريبات التي تحققت فعلاً لكن مع مفاجأت جديدة.
Nokia X
حيث يأتي الهاتفان Nokia X و Nokia X+بنفس التصميم لكن مع اختلافات بسيطة جدًا في المواصفات لصالح نوكيا اكس+ من حيث الذاكرة العشوائية والمساحة الداخلية في دعم بطاقات ذاكرة خارجية أما المواصفات عمومًا فهي وفق ما يلي.
- شاشة لمس بقياس 4 إنش.
- معالج ثنائي النواة بترد 1.2 غيغاهرتز بشريحة معالج كوالكوم.
- ذاكرة الوصول العشوائية في نوكيا إكس 512 ميغابايت، ونوكيا إكس+ 768 ميغابايت.
- مساحة تخزين الداخلية بحجم 4 غيغابايت ودعم منفذ بطاقات ذاكرة خارجية microSD في نوكيا إكس+.
- كاميرا خلفية بدقة 3 ميغابيكسل فقط بدون فلاش.
- تقنيات الإتصال، لاسلكي، بلوتوث، سلكي.
- دعم شريحتي اتصال Dual SIM.
- نظام التشغيل مبني على اندرويد مفتوح المصدر
- ستة ألوان مختلفة للهاتفين.
نوكيا اكس
واجهات الهاتفين ستكون بتصميم مشابه كما في هواتف ويندوز فون، ونلاحظ وجود زر لمس فقط أسفل الشاشة وعند الضغط عليه مرة واحدة سيعود إلى الخلف اما بالضغط المطول سيعود إلى الشاشة الرئيسية، هذا بالإضافة إلى وجود ميزة السحب من اليمين “Fast Line” لمشاهدة اخر التطبيقات المستخدمة، وستقدم الواجهة مميزات لوضع المربعات أو الايقونات والتطبيقات المصغرة “ويدجت” أو الملفات بجانب بعضها البعض وترتيبها وتنظيمها بشكل سهل بحسب الشركة، هذا بالإضافة لظهور الإشعارات والتنبيهات على الشاشة.
للأسف خدمات وتطبيقات جوجل غير موجودة في الهاتفين، وهذا أمر طبيعي لأن نوكيا تعتمد على خدمات الشركة المالكة لها “مايكروسوفت” وسيكون محرك البحث “Bing” هو الرئيسي مع خدمات مايكروسوفت مثل التخزين السحابي “ون درايف” أو خدمة المحادثة سكايب والبريد الإلكتروني “اوت لوك” وغيرها من الخدمات الموجودة.
وبحسب الشركة فإن الهاتف تم دعمه من متجر نوكيا الخاص لتحميل تطبيقات اندرويد مع تقديم التسهيلات لمطوري التطبيقات من اجل نشر ونقل تطبيقات والعاب اندرويد الموجودة في سوق بلاي إلى متجر نوكيا.
سيتوفر هاتف Nokia X بسعر 89 يورو أما Nokia X+ بسعر 99 يورو وسيصل إلى الأسواق العالمية في الربع الثاني من هذا العالم. وتجدر الإشارة إلى ان شركة نوكيا لم تكتفِ بالهاتفين السابقين، بل قامت بالكشف عن هاتف Nokia XL بشاشة أكبر ومواصفات مختلفة بسعر 109 يورو.